# Kayne Vincent
Kayne Vincent (* 29. Oktober 1998 in Auckland) ist ein ehemaliger neuseeländischer Fußballspieler.

## Karriere

### Verein
Das Fußballspielen erlernte Kayne bei den neuseeländischen Vereinen Three Kings United, Metro FC und University-Mount Wellington. Seinen ersten Vertrag unterschrieb er beim japanischen Zweitligisten Cerezo Osaka. Seine zweite Stadion war der japanische Verein Gainare Tottori. 2008 ging er wieder in seine Heimat Neuseeland um bei Waitakere United zu spielen. 2009 wechselte er nach Indien. Hier unterschrieb er einen Vertrag bei Mumbai FC, der in der I-League spielte. Von 2010 bis 2011 stand er beim indischen Ligakonkurrenten Churchill Brothers SC unter Vertrag. 2011 wechselte er wieder innerhalb Indiens um sich dem Verein Prayag United, dem heutigen United SC, anzuschließen. Hier spielte er bis 2013 37 Mal für den Verein und schoss dabei 22 Tore. Zur Rückserie 2013 ging er wieder nach Japan. Er lief hier sechsmal für den FC Gifu auf. 2014 wechselte er nach Thailand um beim Erstligisten Songkhla United FC in der Thai Premier League zu spielen. In 33 Spielen schoss er 12 Tore. 2015 ging er zum thailändischen Spitzenclub Buriram United. In der Hinserie wurde er nur dreimal eingesetzt. Zur Rückserie wurde er an Port FC, einem Verein, der in der Hauptstadt Bangkok beheimatet ist, ausgeliehen. Nach dem erfolglosen Jahr 2015 ging er 2016 nach Malaysia, wo er sich dem Perlis Northern Lions FC anschloss. 2017 kehrte er nach Thailand zurück und unterschrieb einen Dreijahresvertrag bei Air Force United. Für die Air Force lief er insgesamt 49 Mal auf und schoss 26 Tore. 2018 wurde er an den in der Thai League 2 spielenden Kasetsart FC verliehen. 2019 unterschrieb er einen Vertrag beim Zweitligaaufsteiger MOF Customs United FC in Bangkok. Für die Customs bestritt er 29 Zweitligaspiele. Nach der Saison verließ er die Customs und schloss sich dem Drittligisten Bangkok FC an. Nach einem Jahr wechselte er Anfang 2021 nach Neuseeland. Hier unterschrieb er einen Vertrag beim Auckland City FC. Der Verein aus Auckland spielte in der ersten Liga, der New Zealand Football Championship. Für Auckland absolvierte er sechs Erstligaspiele. Am 1. April 2021 wechselte er zum Liga- und Stadtrivalen Western Springs AFC und seit dem 20. Februar 2023 steht er nun bei Bay Olympic unter Vertrag. Nach 13 Ligaspielen, in denen er vier Treffer erzielte, wurde sein Vertrag Mitte Juli 2023 nicht verlängert.

### Nationalmannschaft
Von 2006 bis 2007 bestritt Kayne fünf Partien für die neuseeländische U-20-Auswahl. Am 18. November 2014 kam er bei der 0:2-Testspielniederlage in Thailand (0:2) zu seiner einzigen Begegnung für die A-Nationalmannschaft.

## Erfolge
Prayag United
- IFA Shield-Sieger: 2013

Buriram United
- Thailändischer Meister: 2015
- Kor-Royal-Cup-Sieger: 2015

## Sonstiges
Der Mittelstürmer wurde als Sohn eines Neuseeländers und einer Japanerin geboren.